# Werfer-Brigade 7
Die Werfer-Brigade 7 war eine deutsche Nebelwerfer-Brigade im Zweiten Weltkrieg.

## Brigadegeschichte
Die Werfer-Brigade 7 wurde am 20. März 1944 anfangs durch die Hinzuziehung des neu aufgestellten Werfer-Regiments 83 (Wehrkreis IV) und des neu aufgestellten Werfer-Regiments 84 (Wehrkreis IV) durch den Wehrkreis X wahrscheinlich im Munsterlager aufgestellt. Die 21. und 22. Batterie der beiden Werfer-Regimenter wurde mit Sonderkraftfahrzeugen der Wehrmacht (Sf) ausgestattet.
Die Werfer-Brigade 7, wie auch die Werfer-Brigade 8 und die Werfer-Brigade 9, wurde in der Normandie vernichtet und anschließend als Volks-Werfer-Brigade 7 neu aufgestellt.
Die Werfer-Brigade 7 war als Heerestruppenteil an der Westfront eingesetzt. In der Normandie war die Brigade der Panzergruppe West zugeteilt. Die Ardennenoffensive erfolgte bei der 5. Panzerarmee.
Zum Kriegsende war die Brigade in der Saarpfalz beim AOK 1.
Zu Kriegsende war das Werfer-Regiment 83 unter der Führung von Oberstleutnant d. R. Arthur Knospe (* 1894, ab 15. Oktober 1944) und das Werfer-Regiment 84 unter Oberst Wilhelm Koch (* 1893).
Mit der Aufstellung der Brigade wurde bis Mitte November 1944 der Oberst/Generalmajor Paul Tzschöckell Kommandeur. Ab 20. März 1945 war der Generalmajor Kurt Paape (* 1892) Kommandeur der Brigade.

## Gliederung
- Werfer-Regiment 83 mit I. (1–3), II. (4–6) und III. (7–9, 21 (Sf), 22 (Sf))
- Werfer-Regiment 84 mit I. (1–3), II. (4–6) und III. (7–9, 21 (Sf), 22 (Sf))

## Bekannte Personen (Auswahl)
- Josef Gangl: war ab 4. März 1944 bis Kriegsende im Werfer-Regiment 83